# Guido Magherini
Guido Magherini (Firenze, 2 luglio 1951) è un dirigente sportivo ed ex calciatore italiano, di ruolo centrocampista o attaccante.

## Carriera

### Giocatore

Magherini (in piedi, primo da sinistra) al Palermo nel 1978-1979

Dopo gli esordi alla Rondinella passò al Milan nel 1967 e nel 1970 fu ceduto in prestito alla Lazio, nelle cui file debuttò in Serie A in Catania-Lazio (3-1). Rientrato al Milan la stagione successiva, trovò poco spazio collezionando 4 presenze in campionato in 2 anni e qualche apparizione in Coppa Italia per proseguire la carriera in Serie B indossando le maglie di Palermo, Ascoli, Brindisi, Arezzo, Cagliari.
Nella sua carriera disputò due finali di Coppa Italia, nelle stagioni 1972/73 e 1978/79, entrambe contro la Juventus, vestendo rispettivamente le maglie del Milan e del Palermo.
Nel 1980 risultò coinvolto nella vicenda del calcioscommesse e fu condannato a 3 anni e 6 mesi di squalifica, sanzione che pose fine alla sua carriera; fu accusato di illecito sportivo riguardo alla gara Taranto-Palermo.

### Dirigente
Nel 1986 subì un'altra squalifica (di 5 anni) da dirigente della Rondinella a seguito dello scandalo del calcio italiano del 1986. È stato direttore sportivo del Poggibonsi.

## Palmarès

### Club

#### Competizioni nazionali
Coppa Italia: 2 
Milan: 1971-1972, 1972-1973

#### Competizioni internazionali
- Coppa delle Coppe: 1

Milan: 1972-1973

#### Altre competizioni
- Campionato De Martino: 1

Lazio: 1970-1971